# Ocracoke (Caroline du Nord)
Pour les articles homonymes, voir Ocracoke.
Ocracoke, parfois mentionnée en tant que Ocacock sur certaines cartes, est une census-designated place située à l'extrémité sud de l'île d'Ocracoke, île faisant partie des Outer Banks. La ville est administrativement rattachée au comté de Hyde, en Caroline du Nord. La population comptait 948 habitants au recensement de 2010.

## Démographie
| 2000 | 2010 | - | - | - | - |
| ---- | ---- | - | - | - | - |
| 769  | 948  | - | - | - | - |